# طحالب زرقاء
الطحالب الزرقاء (الاسم العلمي: Glaucophyta) (glaucocystids) هي شعبة عليا من النباتات.
وهي مجموعة صغيرة من طحالب المياه العذبة المجهرية. وهي تشكل مع الطحالب الحمراء والطحالب الخضراء بالإضافة إلى النباتات البرية ما يُعرف باسم الصانعات العتيقة. ومع ذلك، فإن العلاقات بين الطحالب الحمراء والطحالب الخضراء والطحالب الزرقاء غير واضحة المعالم، في جزء كبير منها نظرًا لقلة الدراسات التي تتناول الطحالب الزرقاء.
وتعد الطحالب الزرقاء محط اهتمام علماء الأحياء الذين يدرسون تطوير البلاستيدات الخضراء لأن بعض الدراسات تشير إلى أنها قد تكون مشابهة لنوع الطحالب الأصلية التي أدت إلى وجود النباتات الخضراء والطحالب الحمراء.

## الخصائص
تُعرف الصانعات اليخضورية للطحالب الزرقاء باسم الصانعات الزرقاء أو الصانعات الجدارية. وعلى عكس البلاستيدات في الكائنات الأخرى توجد بها طبقة من الببتيدوجليكان التي يعتقد أنها من مخلفات المصدر التكافلي الداخلي  للبلاستيدات من الزراقم. وتحتوي الطحالب الزرقاء على الصباغ الضوئي اليخضور أ. إلى جانب الطحالب الحمراء والبكتيريا الزرقاء، تقوم بحصد الضوء عن طريق الهياكل الصفراء الطحلبية التي تتكون بشكل كبير من البروتينات الصفراء الطحلبية. ولقد فقدت الطحالب الخضراء والنباتات البرية ذلك الصباغ.
الطحالب الزرقاء لديها متقدرة بأعراف مسطحة، وانقسام فتيلي بدون مريكزات. وتتميز الأشكال المتحركة منها بسوطين، وقد يكون لها شعر جميل وترسو من خلال نظام أنابيب دقيقة متعدد الطبقات، وكلاهما مماثل للأشكال الموجودة في بعض الطحالب الخضراء.

## التصنيف
- شعبة الطحالب الزرقاء
  - الطائفة الزيروقانية
    - رتبة الزيروقيات
      - فصيلة الزيروقات
        - جنس الزيروقى

    - رتبة السيونيات
      - فصيلة السيونات
        - جنس السيونى

    - رتبة الليزوجيات
      - فصيلة الليزوجات
        - جنس الليزوجى

|  | Cyanoptyche |
|  |             |
|  | طحالب زرقاء |
|  |             |

|  | Glaucocystopsis |
|  |                 |
|  | الطحالب الزرقاء |
|  |                 |

|  | Cyanoptyche |
|  |             |
|  | طحالب زرقاء |
|  |             |

|  | Glaucocystopsis |
|  |                 |
|  | الطحالب الزرقاء |
|  |                 |

|  | Cyanoptyche |
|  |             |
|  | طحالب زرقاء |
|  |             |

|  | Glaucocystopsis |
|  |                 |
|  | الطحالب الزرقاء |
|  |                 |

|  | Cyanoptyche |
|  |             |
|  | طحالب زرقاء |
|  |             |

|  | Glaucocystopsis |
|  |                 |
|  | الطحالب الزرقاء |
|  |                 |

### الأجناس
هناك 13 نوعًا معروفًا من الطحالب الزرقاء ولا يوجد من بينها أي نوع شائع في الطبيعة. الأجناس الثلاثة المتضمنة هو:
- جنس الزيروقى وهو غير متحرك، على الرغم من أن به أعضاء أثارية قصيرة جدًا، وسياطًا، وبه جدار من السليولوز .
- جنس السيونى وهو متحرك ويفتقر إلى الجدار الخلوي.
- جنس الليزوجى يتميز بمرحلة يكون متحركًا فيها ومرحلة غير متحرك، وجدار خلوي لا يبدو أنه مؤلف من السليولوز.